# Тёлле, Франсуа
Франсуа Мари Сиприан Тёлле (фр. François Marie Cyprien Teullé; 1769–1848) — французский военный деятель, полковник (1813 год), шевалье (1809 год), участник революционных и наполеоновских войн.

## Биография
Родился в семье госслужащего и буржуа Пьера Тёлле (фр. Pierre Teullé; –1809 ) и его супруги Роз Азирон (фр. Rose Aziron; 1741–1793). После учёбы в Колледже де л'Эскиль в Тулузе, он записался во время революции в 4-й батальон волонтёров департамента Верхней Гаронны, и был избран капитаном. Служил в Альпийской армии, где отличился при осаде Тулона. 9 сентября 1793 года во главе 2-х рот он получил приказ разведать силы, имевшиеся у противника на стороне форта Мирабук в верховьях Альп. Выступил в ту же ночь, и на рассвете атаковал первый вражеский пост численностью 10 человек и взял его целиком в плен, затем заставил второй пост в 50-60 человек, отступить после получаса боя, убив 5 человек. Энергичность, с которой он преследовал противника, настолько напугала неприятельский лагерь, расположенный справа от форта Мирабук, что их войска, насчитывавшие до 5-тысяч человек, сожгли палатки и в беспорядке бежали. 9 декабря 1793 года, во время атаки английского редута, называемого Малым Гилбралтаром, перед Тулоном, знаменосец его батальона был убит рядом с ним, он схватил знамя и, ворвавшись в редут, водрузил его на бруствере, несмотря на страшный огонь, устроенный тогда противником. Через несколько мгновений он был ранен в правое плечо, а затем выведен из строя вторым выстрелом в левую ногу. 10 июня 1794 года он был снова ранен в правую руку во время разведки, которая проходила перед Жонкьером.
Затем служил в штабе Армии Восточных Пиренеев; он заявил о себе при блокаде Бельгарда и при осадах Роса и Фигераса. Затем он отправился в Армию Берегов Океана под начало Гоша. 31 октября 1799 года был произведён в командиры батальона. В эпоху консульства был адъютантом генерала де Ла Рю. В июне 1804 года возглавил батальон 65-го полка линейной пехоты. Участвовал в Польской кампании 1807 года. 11 июля 1807 года повышен до майора, и стал заместителем командира 12-го полка линейной пехоты. 1 мая 1809 года он возглавил 1-й и 2-й батальоны 3-й временной полубригады в Седане и вернулся в 12-й линейный 14 сентября того же года по воле Императора. 26 марта 1812 года был произведён в полковники, и возглавил 21-й полк линейной пехоты. Участвовал в Русской кампании 1812 года. 19 августа 1812 года ему удалось со своим полком после 4 часов упорного и страшного боя форсировать знаменитую позицию у Валутиной горы, занятую всем армейским корпусом русского генерала Барклая-де-Толли, и остаться там. Ему выпала честь произвести последние выстрелы в том деле. 7 сентября в битве под Москвой он со своим полком в значительной степени способствовал взятию Большого редута. Выйдя за овраг, он отразил двенадцать кавалерийских атак и удержал свои позиции, несмотря на страшный огонь вражеских батарей и мушкетов. В конце дня он получил ранение картечью в бедро. При отступлении из России он получил несколько тяжёлых ушибов, но всё же остался во главе своего полка.
Физически истощённый всеми этими травмами, его зрение также было сильно ослаблено, полковник Тёлле был вынужден 11 апреля 1813 года оставить свой полк и выйти в отставку 19 июня 1813 года.
Во время Первой Реставрации оставил службу, а после возвращения Наполеона с острова Эльба 13 мая 1815 года был избран представителем в Палату Ста дней от округа Кастельсаррасен. Он защищал имперское дело и требовал признания Наполеона II.
Июльское правительство назначило его мэром Комона, генеральным советником кантона и вице-президентом окружного совета Кастельсаррасена.
Он умер 20 ноября 1848 года в Комоне.

## Титулы

Герб шевалье

- Шевалье Империи (фр. chevalier de l’Empire; патент подтверждён 28 мая 1809 года в Эберсдорфе)[2].

## Награды
Легионер ордена Почётного легиона (14 июня 1804 года)
 Офицер ордена Почётного легиона (26 июня 1812 года)
 Коммандан ордена Почётного легиона (11 октября 1812 года)